# Aegus monodentatus
Aegus monodentatus là một loài bọ cánh cứng trong họ Lucanidae. Loài này được Bomans & Ipsen mô tả khoa học năm 1993.